# Лазарєва Тетяна Юріївна
Тетя́на Ю́ріївна Лáзарєва (21 липня 1966 , Новосибірськ )  — російська телеведуча, комічна акторка і громадська діячка, членкиня опікунської ради БФ «Творення» та Координаційної Ради російської опозиції.

## Життєпис
Народилась 21 липня 1966 року в Новосибірську в сім'ї вчителів, батьки працювали в фізико-математичній школі при Новосибірському державному університеті. З 1980 року (8 клас) по 1989 співала, грала на різних інструментах та навіть писала музику в гурті політичної пісні «AMIGO».
Після закінчення школи вступила до Новосибірського педагогічного інституту на факультет іноземних мов, французько німецьке відділення, де і провчилася два роки. У 1983 році пропрацювала деякий час друкаркою в місцевій газеті «Університетське життя». Вступила на заочне відділення Кемеровського інституту культури, але у 1991 році почалася ера КВК. З 1991 року була постійною учасницею команди КВН Новосибірського державного університету і в її складі двічі ставала чемпіонкою вищої ліги. Грала в складах команд: «Команда КВК НГУ», «В джазі тільки дівчата», «збірній СНД». Двічі «Міс КВН».
У 1994 році в числі інших колишніх гравців КВК була запрошена для роботи в Москву, в створювану Олександром Акоповим гумористичну передачу «Раз на тиждень», пізніше працювала над передачами «На зло рекордам!», «Пальчики оближеш» і «О. С. П.-студія».
Навчалась у Новосибірському педінституті (факультет іноземних мов, не закінчила) та Кемеровському інституті культури (диригент естрадно-духового оркестру, не закінчила).
2002—2011 — працювала ведучою на російському телеканалі СТС.
З 24 травня до 24 грудня 2013 року разом із Михалом Шацем вела сатиричне шоу на політичні теми «Телевидение на коленке», яке мало опозиційну спрямованість і викладалося на відеохостингу YouTube . Проєкт був завершений за власним бажанням Шаца і Лазарєвої, а також через відсутність фінансування .
З 16 вересня 2014 по 30 квітня 2015 року подружжя вело розмовну програму «Пара. Нормальне шоу» на радіостанції “Срібний дощ” .
24 грудня 2024 року суд заочно засудив телеведучу Тетяну Лазарєву до 6,5 років колонії у справі про «пропаганде или оправдании терроризма» (частина 2 статьї 205.2 УК РФ).

### Громадська діяльність
З 2004 року Тетяна Лазарєва і Михайло Шац беруть активну участь в діяльності благодійного фонду «Творення», увійшли в число членів Опікунської ради фонду. Також сім'я телеведучих активно бере участь в опозиційній діяльності, Тетяна Лазарєва була обрана до Координаційної ради опозиції.
Під час анексії Росією Криму та війни на сході України підтримала Україну.

### Сім'я
- Батько — Юрій Станіславович Лазарєв (н. 1934), працював вчителем історії у фізико-математичній школі імені М. А. Лаврентьєва Новосибірського державного університету, інвалід зору.
- Мати — Валерія Олексіївна Лазарєва (н. 1939), вчителька літератури.
  - Старша сестра Ольга (Лазарєва) переїхала з чоловіком до Малайзії, де працює в клініці медицини нетрадиційного напрямку.

### Особисте життя
1991 — одружилася з другом сім'ї, учнем своїх батьків, шлюб тривав місяць. Сина Степана народила вже поза шлюбом 1995 року, а 1998-го одружилася з комедійним актором Михайлом Шацом. Офіційно пара розписалася 21 травня 2011 року. Подружжя виховує двох спільних дітей — дочки Тетяни та Михайла: Софія Шац (нар. 1998) і Антоніна Шац (нар. 5 липня 2006)

### Освіта
- Новосибірський педагогічний університет (факультет іноземних мов, вчитель французької мови, не закінчила).
- Кемеровський інститут культури (диригент естрадно-духового оркестру, не закінчила).

### Підтримка України під час війни Росії проти України
Висловила свою підтримку України під час повтомасштабного вторгнення РФ. У лютому 2022 року Тетяна Лазарєва перебувала в Києві та заявила, що не впевнена, чи колись повернеться до Росії, що напала на Україну. Вона також зазначила, що публічним людям в Росії важко протистояти пропаганді у зв'язку із репресіями.

## Фільмографія

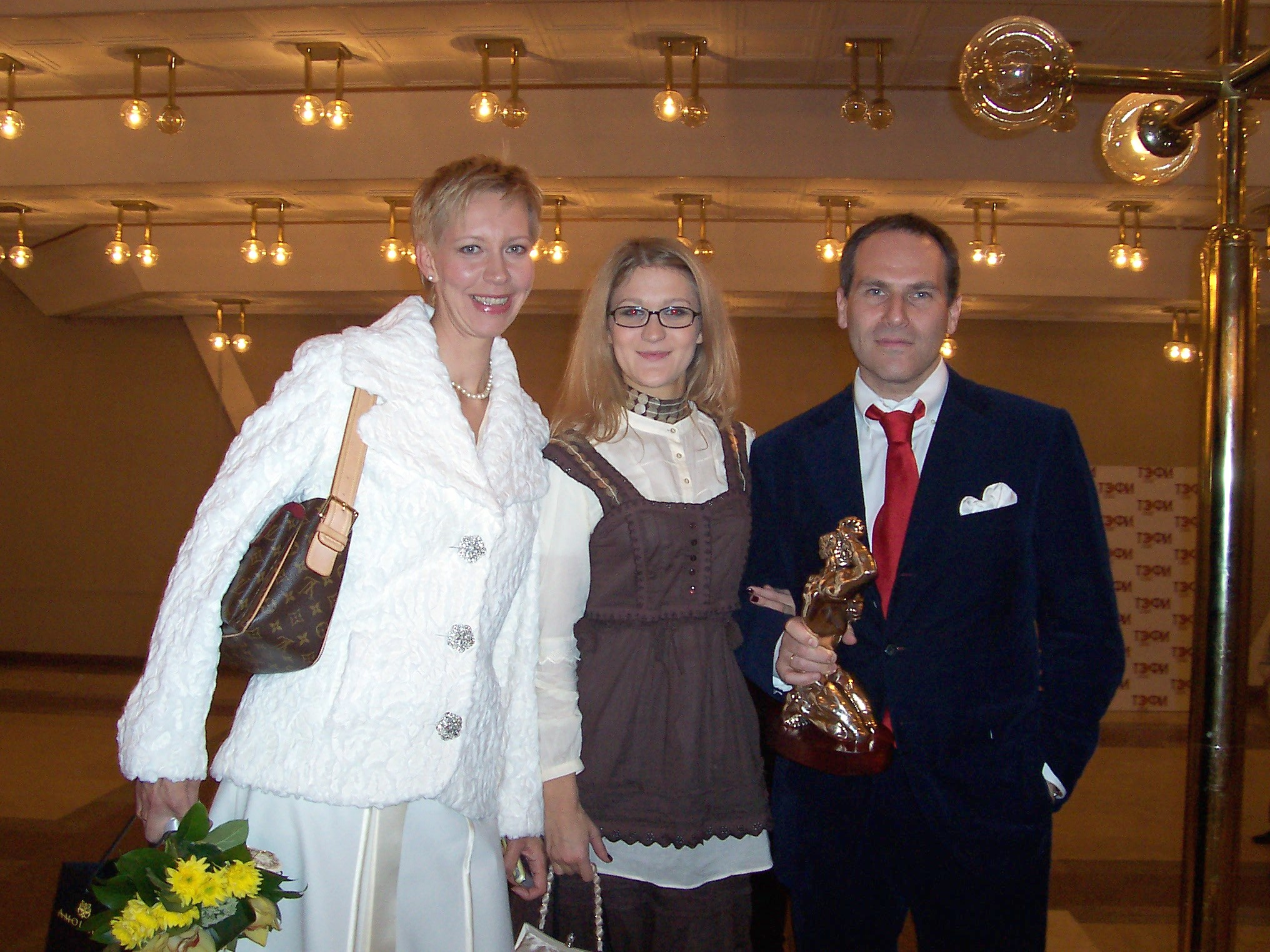
Михайло Шац і Лазарева на церемонії нагородження премії ТЕФІ

- 1992 — «Цвітіння кульбаби» / листоноша
- 1997 — «Криза середнього віку»
- 1998 — «33 квадратних метра» / Тетяна Юріївна Звездунових, мама, головна роль
- 2000 — «Що потрібно жінці…»
- 2005 — «Ад'ютанти любові» / весела дівиця в трактирі
- 2005 — «Моя прекрасна нянька» / вчителька математики
- 2006 — «Не народися вродливою» / камео
- 2009 — «Європа-Азія» / мати, головна роль
- 2009 — «Південне Бутово» /
- 2012 — «Вороніни» / ведуча програми «Це наша дитина!» (пародія на «Це моя дитина!») (227)